# Teodora Angelina

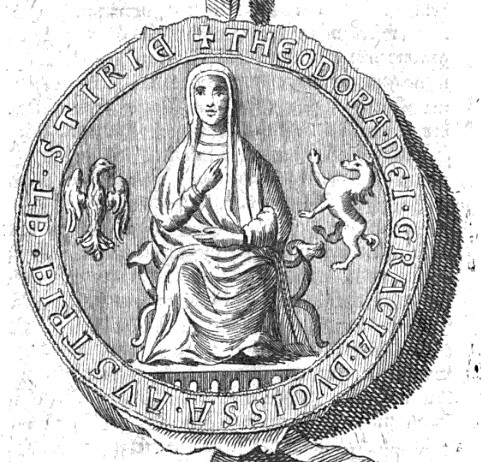
Sigiliul Teodorei Angelina ca ducesă a Austriei

Teodora Angelina (în greacă Θεοδώρα Αγγελίνα; n. între 1180 și 1185, Constantinopol – d. 23 iunie 1246, Kahlenberg⁠(d)), aparținând familiei bizantine Angelos, a fost ducesă a Austriei și Stiriei prin căsătoria cu ducele Leopold al VI-lea.

## Biografia

### Originea
Familia Teodorei își are originea în orașul Philadelphia din Lidia, în Asia Mică (astăzi Turcia). Ascensiunea familiei până la vârful aristocrației bizantine a început cu Constantin Angelos, care s-a căsătorit cu Teodora Comnena (n. 1096), fiica cea mică a împăratului bizantin Alexie I Comnenul. Fiii și nepoții săi au ocupat înalte funcții civile și militare în stat, iar între 1185 și 1204 trei membri ai familiei lui - Isaac al II-lea, Alexie al III-lea și Alexie al IV-lea - au urcat pe tronul Imperiului Bizantin.
Identitatea soției lui Leopold al VI-lea a fost mult timp controversată de istorici. Sursele medievale o menționează pe Teodora ca „nepoată a regelui grecilor și al Greciei”, adică a unui împărat bizantin (în latină Theodoram neptam regis Graecorum duxit uxorem, Theodoram neptem regis Grecie). Această menționare a condus la ipoteze diverse cu privire la identitatea împăratului, care putea fi Isaac al II-lea sau Alexie al III-lea. Alte surse nu au tradus latinescul neptis cu sensul clasic de „nepoată a bunicului”, ci cu sensul cel mai comun folosit în Evul Mediu de „nepoată a unchiului” sau „strănepoată a unchiului”.
Istoricul Andreas Rhoby a conchis că, așa cum sugerase istoricul grec Konstantinos Varzos în lucrarea sa despre Comneni, Teodora era fiica sebastokratorului Isaac Comnenul Batatzes și a Anei Comnena Angelina, a doua fiică a lui Alexie al III-lea Angelos.
Ea era rudă îndepărtată cu viitorul ei soț Leopold al VI-lea deoarece ambii coborau pe linia maternă din împăratul Alexie I Comnenul (1081–1118).

### Copilăria la Constantinopol
Teodora a crescut la curtea imperială bizantină din Constantinopol, care la acea vreme nu era doar cel mai mare oraș din Europa, ci și cel mai important centru al culturii occidentale. Prin urmare ea a primit o educație vastă adecvată poziției sale în societate.
Familia Teodorei a ajuns la tronul Imperiului Bizantin în 1185 datorită unchiului ei, Isaac al II-lea Angelos printr-o lovitură de stat. Poziția astfel dobândită a trebuit apărată constant împotriva dușmanilor din interior și din exterior. În primul an de domnie al unchiului ei, normanzii sicilieni sub regele William al II-lea al Siciliei au invadat Balcanii cu o armată de 80 000 de oameni în scopul de a cuceri Constantinopolul. Această invazie a putut fi respinsă doar cu mare dificultate și împinsă înapoi pe malurile râului Struma. Cu puțin timp înainte Isaac Comnenul ocupase Ciprul și fusese încoronat împărat de Patriarhul Ciprului tot în 1185. Încercarea împăratului Isaac al II-lea de a recâștiga controlul asupra insulei a eșuat lamentabil. Apoi după puțin timp expediția navală la Acra organizată pentru eliberarea unui alt unchi al Teodorei, Alexie al III-lea, capturat de sarazini, a dat greș flota fiind distrusă de normanzi.
În 1189 împăratul Isaac al II-lea a aprobat trecerea pe teritoriul său pentru cea de-a treia cruciadă, organizată sub conducerea împăratului Frederic I Barbarossa, dar a încercat în același timp să se asigure încheind și o alianță cu sultanul Saladin. Au existat neînțelegeri și lupte cu bizantinii, deoarece Isaac nu a respectat condițiile convenite pentru traversarea teritoriului său decât după ce a fost amenințat cu atacul cruciaților asupra Constantinopolului. În anul următor Isaac al II-lea a întreprins mai multe ofensive militare împotriva bulgarilor, fiind învins în 1195 la Arcadiopolis (astăzi Lüleburgaz) în Tracia Răsăriteană (partea europeană a Turciei).
În același an, în timp ce împăratul Isaac al II-lea se afla la vânătoare, fratele său mai mare, Alexie Angelos, s-a proclamat împărat ca Alexie al III-lea. Isaac al II-lea a fost prins, orbit și închis în Palatul Blacherne.
Pe 17 iulie 1203, trupele celei de-a patra cruciade au luat cu asalt Constantinopolul sub conducerea dogelui Veneției, Enrico Dandolo, au invadat orașul, după care împăratul Alexie al III-lea a fugit. Pe 1 august 1203 orbul Isaac al II-lea a fost scos din închisoare după șapte ani de detenție și reinstalat ca împărat, alături de fiul său, Alexie al IV-lea, devenit coregent.

### Căsătoria la Viena
În același an Teodora a părăsit Constantinopolul pentru a se căsători în noiembrie cu Leopold al VI-lea, ducele Austriei și Stiriei. Foarte probabil sărbătorirea nunții la Viena a fost strălucitoare, deoarece anuarele contemporane festivităților le descriu ca „magnifice” și „pompoase”. Prezenți au fost numeroși prinți, demnitari ecleziastici, curteni, precum și poeți și menestreli între care Walther von der Vogelweide (posibil datorită episcopului de Passau, Wolfger de Erla, un mare iubitor de artă).
Atât de mulți invitați au venit la nuntă încât nu toți au putut găsi un loc în orașul care tocmai fusese refăcut după incendiul devastator din 1194 și înconjurat de noi ziduri cu banii primiți ca răscumpărare a regelui Richard Inimă de Leu. 

### Scopurile politice
Considerațiile politice foarte probabile din spatele acestei căsătorii au fost: protecția împotriva amenințării ungare, întărirea relațiilor cu regele romano-german Filip al Suabiei (soțul mătușii Teodorei, Irina Angelina a Bizanțului, fiică a împăratului Isaac al II-lea) și obținerea unui sprijin eficient în participarea la o viitoare cruciadă.
Totuși, scopurile politice nu au fost atinse decât într-o mică măsură. În ciuda măsurilor dure luate împotriva propriului popor pentru îndeplinirea promisiunilor financiare și militare, împăratul Alexie al IV-lea, vărul Teodorei, nu și-a putut îndeplini promisiunile făcute cruciaților. Urmare a revoltelor interne, pe 25 ianuarie 1204 Alexie Ducas Murtzuphlos (ginerele unchiului Teodorei, împăratul Alexie al III-lea și deci văr al Teodorei prin căsătorie) a fost destituit, iar pe 5 februarie sugrumat. Unchiul Teodorei, împăratul Isaac al II-lea, murise otrăvit cu câteva zile înainte, pe 28 ianuarie 1204. Alexie Ducas Murtzuphlos a fost încoronat împărat al Bizanțului pe 5 februarie 1204 ca Alexie al V-lea și a preluat apărarea orașului împotriva cruciaților, însă asediul orașului a avut succes și el a fugit pe 12 aprilie, după care pe 13 aprilie Constantinopolul a fost capturat de trupele celei de-a patra cruciade. A urmat jefuirea barbară a orașului și sfârșitul (temporar) al Imperiului Bizantin, care a fost înlocuit cu Imperiul Latin. Pe 16 mai 1204 contele Balduin de Flandra și Hainaut a fost încoronat în Hagia Sofia, fiind primul împărat al Imperiului Latin al Constantinopolului de către venețianul Thomas Morosini, primul patriarh latin al Constantinopolului. Ulterior cruciații l-au condamnat la moarte pe fostul împărat Alexie al V-lea. 
Deși Teodora nu a trăit direct prăbușirii familiei ei, este sigur că evenimentele dramatice i-au afectat viața. 

### Ducesă de Austria și Stiria
Nici la Viena Teodora ca soție a ducelui Leopold al VI-lea, nu a fost ferită de complicațiile politice externe și interne existente la granița ducatului. În Ungaria după moartea regelui Béla al III-lea în 1196 s-a ajuns la lupte interne pentru putere între regele Imre și fratele său mai mic, prințul Andrei. Trupele Austriei și Stiriei aflate de partea lui Andrei s-au implicat în conflictul de la granița cu Ungaria. În 1204 după mai multe încercări nereușite de a-l răsturna de la putere pe fratele său, Andrei a trebuit să fugă în Austria, unde a fost primit cu căldură de vărul său, Leopold al VI-lea, și de Teodora. Regele Imre a murit la scurt timp după aceea, pe 26 august 1204, după care Andrei s-a întors în Ungaria unde a devenit regent pentru noul rege al Ungariei, nepotul său în vârstă de cinci ani, Ladislau al III-lea. Acolo el a preluat puterea, după care văduva regelui Imre, Constanța de Aragón, împreună cu fiul ei, regele Ladislau al III-lea, s-a refugiat la Viena la curtea Teodorei, luând cu ea și Coroana Sfântului Ștefan. Moartea lui Ladislau în 1205 a împiedicat războiul iminent cu Ungaria, iar Andrei a fost încoronat rege al Ungariei ca Andrei al II-lea.
Influența Teodorei asupra vieții și politicii de la curtea vieneză este greu de înțeles datorită insuficienței documentelor existente. Mai ales în ceea ce privește numeroasele ctitorii religioase ale lui Leopold al VI-lea, eforturile lui de a crea o episcopie proprie la Viena și persecuția ereticilor, Teodora nu poate fi remarcată ca participantă activă, ceea ce este neașteptat având în vedere educația ei ortodoxă. Teodora nu a luat parte nici la cruciadele la care Leopold al VI-lea a participat: în 1212 în sudul Franței împotriva catarilor și apoi în Spania împotriva sarazinilor, în 1217 în Palestina și în 1218 în Egipt la Damietta⁠(d), deși soțiile altor prinți s-au aflat acolo.
Teodora totuși și-a folosit ocazional influența, de exemplu la alegerea soției fiului ei cel mai mic, Frederic al II-lea. Ei i se datorează probabil, faptul că el nu s-a căsătorit cu o prințesă din casa Arpadienilor, așa cum intenționa Leopold, ci cu Evdochia Lascarina (numită și Sofia Lascarina), fiica împăratului bizantin, Teodor Lascaris, aflat în exil în Imperiul Niceei. 
Este de presupus că ceva din modul de viață și din cultura grecească și-a făcut drum prin Teodora la curtea vieneză și poate chiar a contribuit la folclorul german, deoarece refrenul cântecului popular pentru copii „Heia popeia” se datorează probabil Teodorei, dacă provine din greaca veche „Hoide o paide” (care înseamnă „dormi, copile”).
Teodora a avut puțin noroc în ceea ce privește urmașii ei. Fiul cel mai mare, preferatul ei, ducele moștenitor Leopold, a murit în copilărie în 1216, căzând dintr-un copac la joacă în Klosterneuburg. Teodora nu a reușit niciodată să depășească această pierdere.
Cel de-al doilea fiu al ei, Henric cel Crud, a declanșat o revoltă împotriva tatălui său, ducele Leopold al VI-lea, în lipsa acestuia susținut de dușmanul tradițional al familiei, regele Boemiei Ottokar I, izgonind-o și pe Teodora din reședința ei de la Hainburg an der Donau.
Fiul ei cel mic, Frederic Certărețul, un om înzestrat, dar arogant, cu un caracter nestăpânit, nu numai că i-a retras posesiunile, dar a amenințat-o că „îi va tăia sânii dacă o va prinde”. Teodora s-a refugiat în Boemia la regele Venceslau I, rivalul Austriei bazându-se pe soția acestuia, Cunigunda de Hohenstaufen, fiica vărului ei, regele romano-german Filip al Suabiei și a Irinei Angela (fiica împăratului Isaac al II-lea). De acolo s-a îndreptat spre curtea împăratului Frederic al II-lea pentru a se plânge de purtarea fiului ei. De aceea în anul 1235 la dieta de la Mainz a fost inițiat la un proces împotriva ducelui Frederic, ceea ce i-a permis Teodorei să se întoarcă în Austria.
În ciuda acestei experiențe amare, Teodora a suferit cu siguranță la moartea celui mai mic fiu al ei, Frederic, când după 250 de ani de existență, linia masculină a primei case a Austriei s-a stins deoarece acesta nu avea urmași.

### Sfârșitul vieții
Teodora a apărut din nou la înmormântarea rămășițelor soțului ei. În 1230 Leopold al VI-lea participa, la solicitarea împăratului Frederic al II-lea, la o întâlnire în Ceprano (în regiunea Lazio), însoțit de un alai mare de curteni austrieci. Acolo, în calitate de socru al fiului împăratului, el avea să-și folosească abilitățile diplomatice, deja dovedite, pentru a rezolva conflictul dintre împăratul căruia îi fusese impusă interdicția papală și papa Grigore al IX-lea. Leopold a murit pe 28 iulie 1230 la câteva zile după încheierea cu succes a negocierilor de la San Germano, astăzi Cassino (el figurează în fruntea principilor laici în documentul semnat). Pentru a putea fi înmormântat, trupul lui Leopold a fost fiert așa cum se obișnuia, și carnea sa a fost îngropată în mănăstirea Montecassino, iar osemintele lui au fost aduse în Austria pentru a fi îngropate în mănăstirea Lilienfeld ctitorită de el. La ceremonialul înmormântării au fost prezenți numeroși principi, în fruntea cărora se afla Eberhard al II-lea de Regensberg, arhiepiscop de Salzburg și Bernard de Spanheim, duce al Carintiei, ambii susținători ai familiei Hohenstaufen care participaseră la negocierile din Ceprano și San Germano. Papa Grigore al IX-lea a trimis o scrisoare de condoleanțe ducesei Teodora, în care regreta moartea „celui mai creștin prinț” („christianissimus princeps”) pe care îl numea așa datorită sprijinului acordat Bisericii și al înțelepciunii dovedite în negocierile pentru pace între Sfântul Scaun și împărat.
Teodora, care își stabilise reședința la Castelul ducal de la Klosterneuburg, a dăruit Castelul Kahlenberg și parohia aparținătoare acestuia, Mănăstirii Klosterneuburg.
Teodora, devenită călugăriță, a murit pe 23 iunie 1246 fie în castelul Kahlenberg, fie în Kahlenbergerdorf după ce fiul ei, Frederic Certărețul, fusese ucis pe 15 iunie 1246 în Bătălia de la Leitha.

## Descendenții
Ducele Leopold al VI-lea și Teodora a avut șapte copii:
- Margareta de Babenberg (n.c. 1205 – d. 1266), căsătorită în:

- 1225 cu regele romano-german Henric al II-lea de Hohenstaufen (d. 1246);
- 1252 cu rege al Boemiei, Ottokar al II-lea (d. 1278) de care s-a despărțit în 1261;
- Agnes de Babenberg (n. 1206 – d. 1226), căsătorită cu Albert I duce al Saxoniei (d. 1261);
- Leopold (prințul moștenitor) duce al Austriei (n. 1207 – d. 1216), decedat accidental prin cădere din copac;
- Henric cel Crud din 1216 prinț moștenitor, duce al Austriei (n. 1208 – d. 1227/1228), căsătorit în:

- 1225 cu Agnes de Turingia (d. 1247), fiica lui Herman I de Turingia, conte Palatin de Saxonia;
- 1229 cu cumnata sa Agnes a Austriei (cumnatul său Albert I, ducele Saxoniei murise în 1261);
- Gertruda de Babenberg (n. 1210 – d. 1241), căsătorită cu Henric Raspe al IV-lea de Turingia;

- Frederic al II-lea Certărețul, duce al Austriei și Stiriei, succesor al tatălui său (n. 1211 – d. 1246), căsătorit în:

- 1226 cu Evdochia Lascarina, prințesa Bizanțului, expulzată în 1229, fiică a lui Teodor Lascaris, împărat al Bizanțului,
- 1229 cu Agnes de Andechs-Meranien, de care s-a despărțit în 1240 (d. 1269), fiica lui Otto I, duce al Meraniei, conte de Andechs.
- Constanța de Babenberg (n. 1212 – d. 1243) căsătorită în 1234 cu Henric al III-lea de Meissen, margraf de Meißen și de Lausitz (1221–1288) și din 1249 landgraf de Turingia (d. 1288).